# 氨氯地平
氨氯地平（或）、原研药商品名脈優/络活喜（Norvasc、輝瑞商標名）為一種治療高血壓及冠狀動脈疾病的藥物。本品並不建議用於治療心臟衰竭，但可以配合其他藥物控制其他藥物無法控制的高血壓或心绞痛。本品可由口服給藥，效果可維持至少一天。
常見副作用包含水肿、疲勞、腹痛，以及恶心。嚴重副作用包含低血壓或心肌梗死。妊娠和哺乳期間用藥的安全性尚未明朗。老年人及肝臟有問題的患者用藥必須減量。本品屬於長效型钙离子通道阻滞剂，為二氫吡啶類。本品一部分的機制是透過血管舒張運作。
本品列名於世界卫生组织基本药物标准清单之中，為基礎公衛體系必備藥物之一。本品已有通用名药物上市。2015年，在開發中國家，每天劑量批發價約介於0.003至0.066美金之間。在美國，每月劑量的花費少於25美金。

## 醫療使用
氨氯地平用于治療高血壓，及冠狀動脈性心臟病。

## 历史
氨氯地平最初由辉瑞开发，於1986年取得專利，1989年在英国以商品名Istin上市片剂、在比利时以商品名Amlor上市胶囊剂。1992年该药物在美国获得FDA批准，商品名为NORVASC。1994年，辉瑞出品的苯磺酸氨氯地平在中国大陆上市，商品名络活喜。2007年，辉瑞的丧失在美国的氨氯地平专利权，其在加拿大的专利权于2010年8月到期。

## 禁忌
- 母乳餵養
- 心源性休克
- 不穩定型心絞痛(Unstable angina)
- 收縮壓和舒張壓低於90/60mmHg(Systolic and diastolic blood pressure below 90/60 mmHg)
- 主動脈瓣狹窄: 氨氯地平引起血管擴張，從而導致患者產生嚴重"主動脈瓣狹窄"進而造成心臟血液輸出量減少。

## 不良反應
使用氨氯地平的不良副作用可能為：
- 很多時候：約有<8.3%、約佔近10分之1>的使用者會有外週性水腫(一般老人家或行動不便者較多)。為預防水腫亦有使用氯沙坦與氢氯噻嗪的"利尿劑型"抗高血壓複方藥、比如:""<那寶穩膜衣錠>[19]，或加用吲達帕胺(注意排尿後鉀離子等离子大量流失而暈眩跌倒)等。另約有4.5%的使用者會有疲倦情況產生。[20]
- 經常：使用後會有頭暈、心悸、肌肉痛、胃痛或頭痛、消化不良，或噁心等。這些情況產生在使用者當中約為百分之一。
- 有時候：使用後會有氣血失調、男性的乳房發育不正常(男性乳房发育症)、陽痿、抑鬱、失眠、心跳过速，或牙齦腫大(gingival enlargement)等。這些情況產生在使用者當中約為千分之一。
- 很少：使用後會有"不穩定的行為"、肝炎、黄疸等。這些情況產生在使用者當中約為萬分之一。
- 非常罕見：使用後會有高血糖症、手震、史蒂芬斯－強森症候群等。這些情況產生在使用者當中約為十萬分之一。

氨氯地平對小老鼠的"急性口服毒性"(LD50)的試驗值為37mg/kg。

### 注意事項
- 肝功能不全者使用需注意。
- 妊娠婦女使用需注意。

### 相互影響
- 病患在患有嚴重冠狀動脈疾病下，使用氨氯地平可能增加心絞痛的頻率和嚴重程度、或則在比較罕見的情況下會導致心臟病發。

- "血壓的過度降低"在使用氨氯地平治療開始時就可能發生，特別是病人在服用"另一種藥物"用於降低血壓後而接著使用氨氯地平。在極少數情況下，充血性心臟衰竭和氨氯地平有所關聯，經常發生在患者在使用"阻滯劑"(beta blocker)後而接著使用氨氯地平就可能發生充血性心臟衰竭。

- 氨氯地平是由肝臟通過细胞色素P450"同工酶CYP3A4"藥物之機制，而進行主要的药物代谢機能。[21] 因此，血清水平(serum level)會有潛在性地受到藥物的影響，而藥物機制功能為抑制或激活。柚子汁能抑制细胞色素P450之系統，[21] 但與氨氯地平預測性地相互影響的風險低[22]。

## 作用機制
氨氯地平是一種"二氫吡啶類鈣拮抗劑"(鈣離子拮抗劑、或慢通道阻滯劑)，其機制為抑制"鈣離子"移動到血管平滑肌細胞和心肌細胞(cardiac muscle cell)。實驗數據說明，氨氯地平連結到"二氫吡啶"和"非二氫吡啶"的"結合位點"(binding sites)。心肌和血管平滑肌的"收縮過程"都依賴於"細胞外的鈣離子"通過特定離子通道進入這些細胞的運動。氨氯地平選擇性地抑制鈣離子流穿過這些細胞膜，此種機制對血管平滑肌細胞比對心肌細胞的影響更大。負性肌力的作用，或減少心臟肌肉收縮力，都可以在體外檢測到。但這種影響還沒有在使用規定治療劑量內的動物上出現。而血清鈣濃度不受氨氯地平的影響。在生理pH值的範圍內，氨氯地平是一種離子化的化合物(pKa=8.6)，其與"鈣通道受體"相互作用的特徵在於"受體結合位點"(receptor binding site)締合及解離的漸進率，而此種漸進率機制會導致漸近性發病的效果。
氨氯地平是一種"外週動脈血管擴張劑"(peripheral arterial vasodilator)會直接作用於血管平滑肌上，使外周血管阻力減少進而血壓降低。
氨氯地平也可作為鞘磷脂磷酸二酯酶(Sphingomyelin phosphodiesterase)(FIASMA)的功能性抑製劑。 而鞘磷脂涉入訊息傳遞和程序性細胞死亡之機制。
其中氨氯地平能減輕心絞痛的確切機制尚不完全清楚，但被認為可治療如下之病徵：
- 心绞痛: 對於穩定患者(激烈的)心絞痛，氨氯地平對心臟的運作能降低"總外週阻力"(後負荷)，並降低"心率收縮壓乘積"(rate pressure product)，從而降低心肌耗氧量，在任何已知的情況下均可治療。
- 變異型心絞痛: 氨氯地平已經證實能阻斷冠狀動脈痙攣(Vasospasm)和恢復冠狀動脈的血流；恢復小動脈對鈣、鉀、腎上腺素、血清素的反應；及血栓素A2可比類模擬實驗動物模型及體外人類冠狀血管的運作機能。這種抑制冠狀動脈痙攣之機制能夠使氨氯地平達成對"變異型心絞痛"(Prinzmetal's angina)治療的有效性。

## 藥代動力學及代謝
在药代动力学方面、已完成對氨氯地平的代謝及排泄之研究，此研究是對健康的志願者給予服用"14C-標記的藥物"(14C-labelled drug)下所進行之臨床試驗。 氨氯地平通過口服、平均約有60％的良好口服生物利用度。"腎排除功能"是氨氯地平主要的排泄途徑，即有60%的給藥劑量是經由尿液排泄出來，大部分是非活性的吡啶代謝產物。確定的主要代謝產物是<2-([4-(2-氯苯基)-3-乙氧羰基-5-甲氧羰基-6-甲基-2-吡啶基]甲氧基) 乙酸>，這表示尿中的放射性為33％。氨氯地平在血漿中的平均半衰期为33小時，而在血漿中的"總藥物相關物質"(total drug-related material)之排除功能是較緩慢的。

## 立體異構

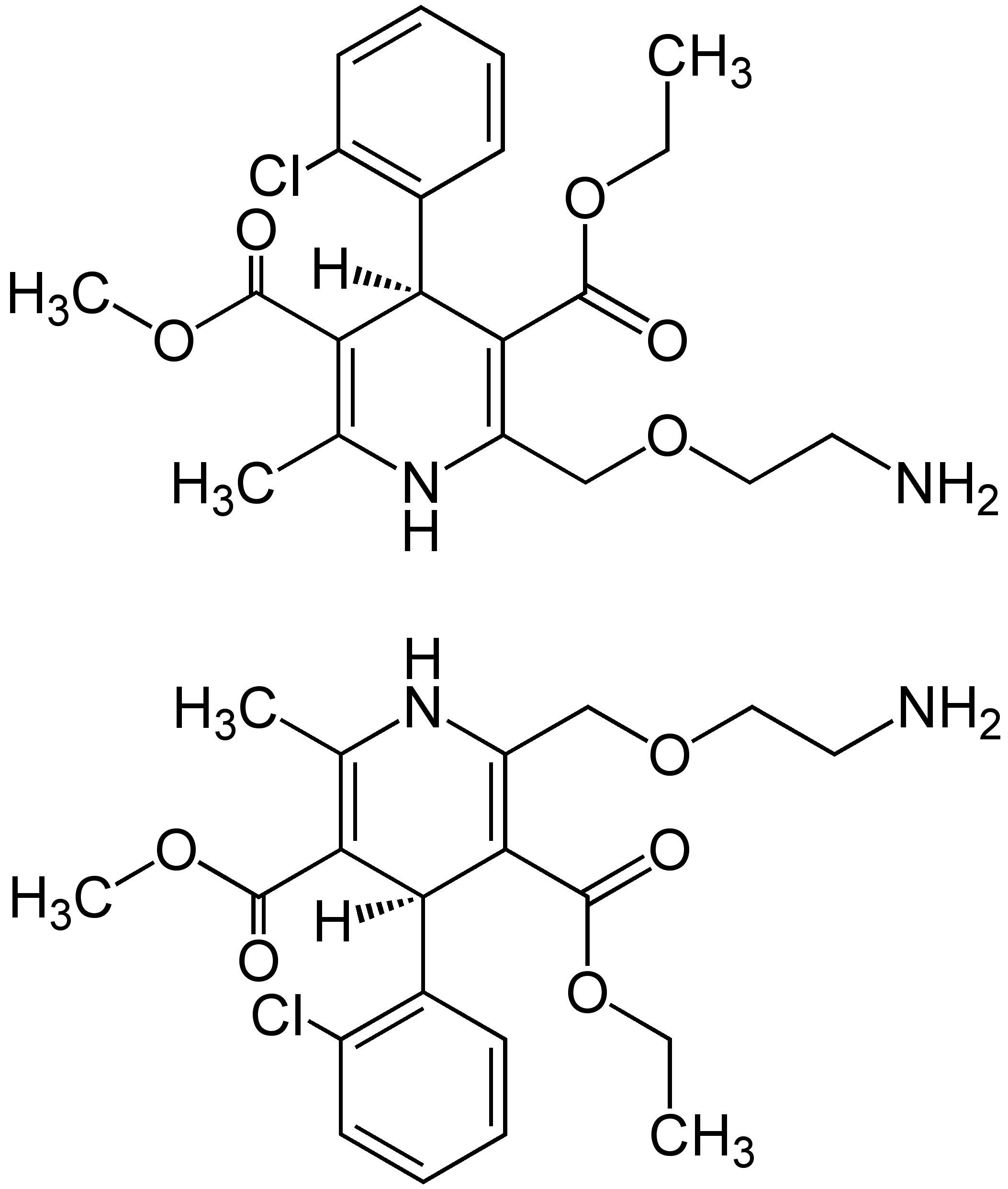
氨氯地平的对映异构體.

氨氯地平是一種手性的"鈣拮抗劑"(calcium antagonist)，為使用於藥物市場及治療用途上之外消旋混合物，即(R)-(+)-與(S)-(–)-氨氯地平之1:1混合物。
已有一種<(S)-(–)-氨氯地平與(R)-(+)-氨氯地平对映异构體>的"半製備色譜純化法"(semi-preparative chromatographic purification)被提出來。
而兩種对映异构體是具有不同的"通道阻滯(channel blocking)"運作功能。

## 製劑
以氨氯地平为主要成分的輝瑞原研药的專利保護權至2007年到期以後截止。之後可容其他药企推出以氨氯地平为主要成分的药品上市。在英國，氨氯地平片劑來自於不同的供應商且可能含有不同的"鹽分比"(salt)。不過片劑的強度是依氨氯地平的成分而有所不同，也就是說，不是以含鹽比而來決定藥性強度。因此，含有不同的鹽分比的氨氯地平片劑被認為是可以交互使用的。

### 複方製劑
固定劑量的氨氯地平5mg和一種"血管紧张素Ⅰ转化酶(ACE)抑製劑"培哚普利"(Perindopril)"4mg所製成之複方劑(Combination drug)的療效及耐受性，在最近1,250名高血壓患者的臨床服用中被證實為一項前瞻性，觀察性，多中心試驗的前驅性藥物實測。

### 商業名稱
世界各公司推出的以氨氯地平为主要成分的仿制药与原研药及对应的商業名稱（部分）：
- Emadine 尼泊爾的Merck Kga'公司。
- Aforbes 菲律賓的Merck Inc.公司。
- Agen 捷克的Zentiva（英语：Zentiva）公司。
- Aken 墨西哥的"Kendrick Farmaceutica"公司。
- Amcard 孟加拉的"Apex Pharma Ltd"公司。
- Amdepin 印度的"Cadila Pharmaceuticals"公司。
- Amlod 在尼泊爾的商標名。
- Amdipin 哥倫比亞的"Laboratorios Lafrancol"公司。
- Amlodine 日本的大日本住友製藥。菲律賓"InnoGen"公司的分部門"Westfield Pharmaceuticals"。
- Amlodipin 在挪威的商標名。
- Amlodipine 5 印度尼西亞的"PT KALBE FARMA Tbk, Bekasi"公司。
- Amlodipine-Teva匈牙利的"TEVA Pharmaceutical Works Private Limited Company"
- Amlodipin-Mepha 5/10 瑞典的"Mepha Pharma AG, Basel"公司。
- Amlong 印度的"Micro Labs"公司。
- Amlopin Lek公司。
- Amlopin 孟加拉的"The Acme Laboratories Ltd"公司。
- Amlopine 泰國的"Berlin (Thailand) Pharmaceutical Industry Co Ltd"公司。
- Amlostin 英國的"Discovery Pharmaceuticals"公司。
- Amlosun 孟加拉的"Sun Pharmaceutical (Bangladesh)"公司。
- Amlovas 印度的"Macleods Pharmaceuticals Ltd"公司。
- Amlovasc 英國的Dr. Reddy's Laboratories（英语：Dr. Reddy's Laboratories）實驗室。
- Amlozek 波蘭的"Adamed"公司。
- Asomex 印度的Emcure Pharmaceuticals（英语：Emcure Pharmaceuticals）公司。
- Atecard-AM 印度的Alembic（英语：Alembic）公司。
- Camlodin 孟加拉的"Square Pharmaceuticals Ltd"公司。
- CVnor 10 孟加拉"那瓦那"(Navana)公司"氨氯地平"CVnor 10 （页面存档备份，存于）的商標名。
- Dailyvasc "Xeno Pharmaceuticals"公司。
- Hipril 在印度由"氨氯地平(每錠5 mg)"搭配"Lisinopril（英语：Lisinopril）"之複方藥。
- Istin 在英國及愛爾蘭的商標名。
- Lama 印度加尔各答的"Square Pharmaceuticals Ltd"公司。
- Lodopin 巴基斯坦的"Merck Pakistan"公司。
- Lopin 孟加拉的"Edruc Ltd"公司。
- Lodip 尼泊爾的"TIME Pharmaceuticals"公司。
- Nelod 孟加拉的"The Kemiko Pharmaceuticals Ltd"公司。
- Nopidin 孟加拉的"Ad-din Pharmaceuticals Ltd"公司。
- Norvasc(台湾称作脈優，中国大陆称作络活喜) 北美洲的輝瑞公司商標名，其它如一些歐洲國家、中國大陆、日本、台灣及巴基斯坦等地區均用此商標名。
- Norvasc 澳大利亞的"Perivasc"公司及"Nordip"公司。
- Pharex Amlodipine 菲律賓的"PHAREX HealthCorp"公司。
- Tenox Krka（英语：Krka (company)）公司。

## 參閱
- 分类药物列表
- ChEMBL
- 氯沙坦
- 頭重腳輕[] 错误：{{Lang}}：无文本（帮助）

## 外部連結
- Istin - Summary of Product Characteristics from the electronic Medicines Compendium
- U.S. National Library of Medicine: Drug Information Portal - Amlodipine （页面存档备份，存于）
- 中石化製藥 （页面存档备份，存于）
- 苯磺酸氨氯地平片说明书（核准日期：2007年3月9日）